# Ставрово
Ставрово (рос. Ставрово) — смт у Собінському районі Владимирської області Російської Федерації.
Входить до складу муніципального утворення селище Ставрово. Населення становить 7216 осіб (2018).

## Історія
Населений пункт розташований на землях фіно-угорського народу мещери.
Від 10 травня 1929 року належить до Собінського району, утвореного спочатку у складі Владимирського округу Івановської промислової області з частини Владимирського повіту Владимирської губернії. Від 1944 року в складі Владимирської області.
Згідно із законом від 6 травня 2005 року входить до складу муніципального утворення селище Ставрово.

## Населення
| 1859  | 1897  | 1926  | 1959  | 1970  | 1979  | 1989  |
| ----- | ----- | ----- | ----- | ----- | ----- | ----- |
| 1178  | ↗1683 | ↗1786 | ↗3252 | ↗5122 | ↗6673 | ↗7985 |
| 2002  | 2009  | 2010  | 2011  | 2012  | 2013  | 2014  |
| ↗8005 | ↘7728 | ↗7800 | ↘7775 | ↘7757 | ↘7709 | ↗7727 |
| 2015  | 2016  | 2017  | 2018  |       |       |       |
| ↘7591 | ↘7529 | ↘7458 | ↘7216 |       |       |       |